# Данюшин, Николай Алексеевич
Николай Алексеевич Данюшин (30 октября 1919, Ярцево, Смоленская губерния — 10 сентября 1992, Таганрог) — Герой Советского Союза, стрелок-радист 4-го гвардейского ближнебомбардировочного авиационного полка (188-я бомбардировочная авиационная дивизия, 15-я воздушная армия, 2-й Прибалтийский фронт), гвардии старшина.

## Биография
Родился в городе Ярцево в октябре 1919 года.
С 1928 по 1938 год учился во 2-й Ярцевской средней школе и одновременно закончил аэроклуб. В декабре 1939 его призвали в Красную Армию и направили в авиационную школу стрелков-радистов. С первых дней Великой Отечественной войны участвует в боях с немецко-фашистскими захватчиками. Член ВКП(б)/КПСС с 1943 года.

## Подвиг
С сентября 1942 года Николай Алексеевич участвует в героической обороне Ленинграда. При бомбометании по опорному пункту противника Синявино самолёт Данюшина подвергся атакам вражеских истребителей. Стрелок, отбив все атаки, сбил один истребитель. За отличное выполнение боевых заданий командование наградило его орденом Красной Звезды.
В 1944 году старшина Данюшин сражается в Прибалтике. При налёте на вражеский аэродром 17 августа истребители противника три раза атаковали советские самолёты. Николай Данюшин правильно построил оборону своей группы и отбил все атаки. В этом бою воздушные стрелки эскадрильи сбили два «мессершмитта» и обеспечили точный выход в цель. Советские бомбардировщики в результате бомбового удара уничтожили на земле 8 самолётов, 3 автомашины, склад боеприпасов, 2 буксира с баржами и без потерь вернулись на свой аэродром.
Всего в годы Великой Отечественной войны Николай Алексеевич Данюшин совершил 285 боевых вылетов, участвовал в 33 воздушных боях, сбил лично 3 истребителя и 10 самолётов уничтожил совместно с другими стрелками.
Победным маем 1945 года война для Героя не закончилась. Он участвовал в войне с Японией. Боевой путь он завершил в небе Маньчжурии.

## После войны
После капитуляции Германии Данюшин демобилизовался из рядов Советской Армии. Позднее получил звание лейтенант. Окончив Ростовский педагогический институт, работал преподавателем истории в ГПТУ-19 (29) Таганрога.
Умер 10 сентября 1992 года. Похоронен в Таганроге.

## Награды
- Указом Президиума Верховного Совета СССР от 18 августа 1945 года удостоен звания Героя Советского Союза.
- Ордена Ленина.
- Два ордена Отечественной войны 1 степени.
- Орден Отечественной войны 2 степени.
- Орден Красной Звезды.
- Орден Трудового Красного Знамени.
- Медали.

## Память
- В 2000 году средней школе № 2 г. Ярцево постановлением областной Думы накануне 55-летия Великой Победы было присвоено имя Героя Советского Союза Н. А. Данюшина;
- В Таганроге в 2000 году на доме 62/3 по улице Фрунзе, в котором с 1957 по 1992 годы жил Н. А. Данюшин, была установлена мемориальная доска в память о Герое.